# Yaozhou-Brennofen

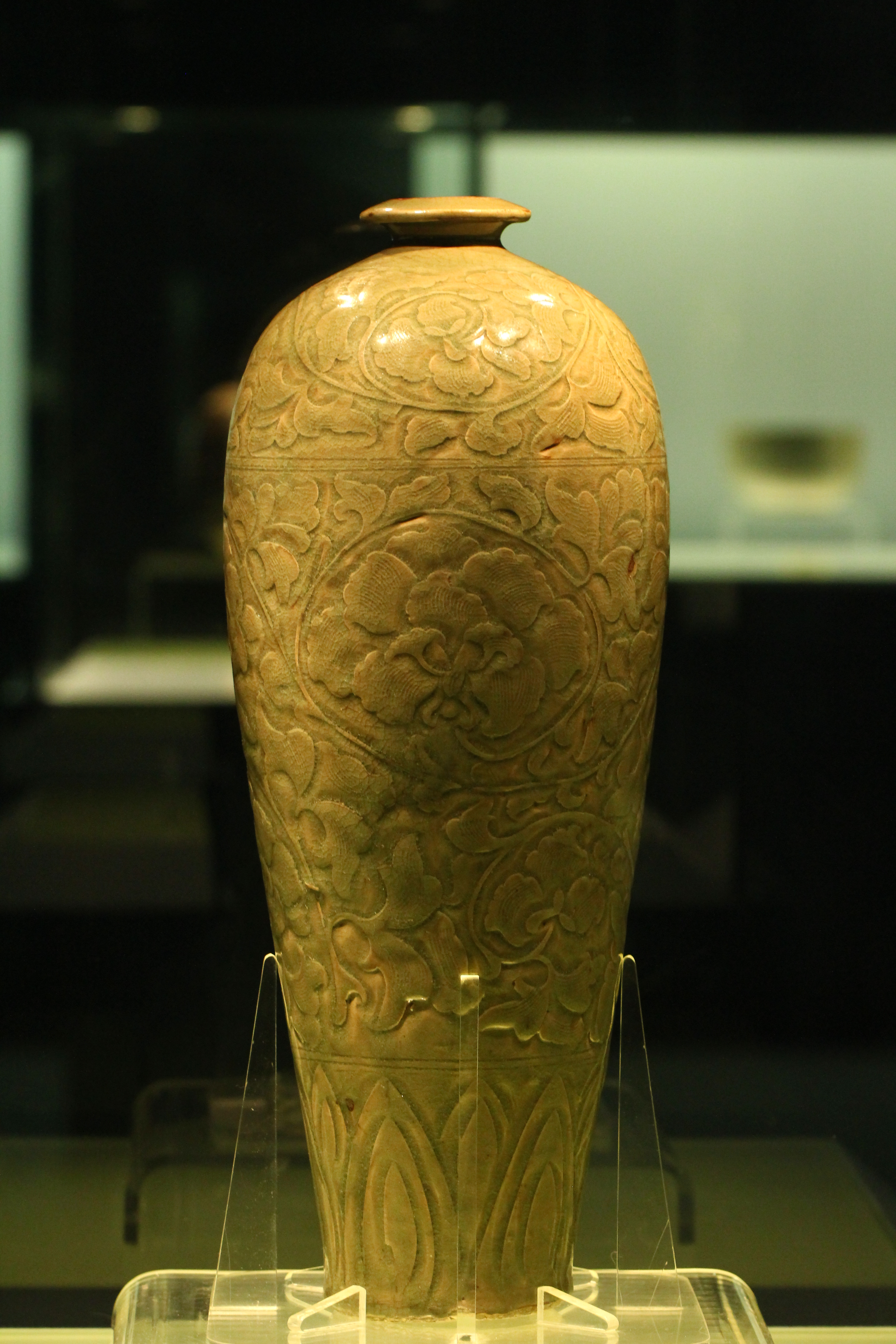
Meiping-Vase aus Seladon aus der Song-Zeit, wahrscheinlich im Yaozhou yao hergestellt

Yaozhou-Brennofen (chinesisch 耀州窯 / 耀州窑, Pinyin Yàozhōu yáo, englisch Yaozhou Kiln) ist die Bezeichnung für in Tongchuan in der chinesischen Provinz Shaanxi entdeckte song-zeitliche Porzellanbrennöfen. Sie wurden 1959 ausgegraben und zählen zu den berühmtesten ihrer Zeit.
Die Stätte des Yaozhou-Brennofens von Huangbao in Tongchuan steht seit 1988 auf der Liste der  Denkmäler der Volksrepublik China (3-226).
Die Keramiktechniken des Yaozhou-Brennofens in Tongchuan stehen auf der Liste des immateriellen Kulturerbes der Volksrepublik China (VIII-8 (358)).